# Trio pour piano no 44 de Joseph Haydn
Le Trio pour piano no 44 de Joseph Haydn est une œuvre en trois mouvements publiée en 1797.

## L'œuvre
Titre complet
Trio pour piano, violon et violoncelle no 44 [classification Landon] en mi majeur, Hob. XV : 28 [classification Hoboken], de Joseph Haydn.
Date de composition
Date incertaine : Haydn aurait composé ce Trio soit à Londres, vers 1794-1795, soit après son retour à Vienne, entre 1795 et 1797,.
Date de la première publication
En avril 1797, chez Longman & Broderip, avec les Trios nos 43 et 45, tous trois dédicacés à Therese Jansen Bartolozzi.
Mouvements
1. Allegro moderato (4/4)
2. Allegretto (3/4)
3. Finale allegro (3/4)

## Premier mouvement:Allegro moderato

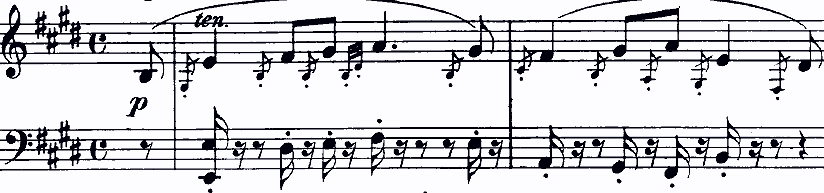
Début du premier mouvement

Le thème initial est joué pizzicato, en homorythmie, avec des appoggiatures au piano. Il est ensuite repris legato et brodé. Le violon poursuit avec la mélodie, et le thème est réentendu pizzicato à la dominante de si majeur. Le développement commence en mineur, mais le thème réapparaît rapidement en la bémol majeur, une tonalité éloignée. Le piano accompagne ensuite le violon par des arpèges rapides. La réexposition qui suit contient des idées nouvelles, incluant une digression modulante.

## Deuxième mouvement:Allegretto

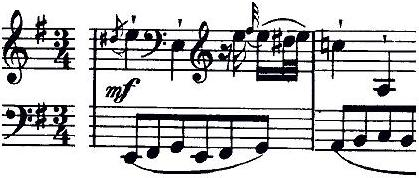
Thème du deuxième mouvement

En mi mineur. Après un début à l'unisson des trois instruments, dans le style d'un ostinato baroque, le piano entame un lent solo contrapuntique à deux voix souvent distantes de plus de trois octaves, la voix de basse toujours en croches. Les cordes se joignent à la basse, en diaphonie de tierces, tandis que le thème est repris à la relative majeure de sol. Suit un transfert de voix: les deux voix graves entament le thème en mi mineur tandis que le violon et la voix supérieure du piano jouent l'accompagnement, dans une atmosphère devenue plus dramatique. La reprise est interrompue par une coda qui brise le rythme constant des croches et introduit quatre points d'orgue. Le mouvement s'achève sur deux accords ff formant la cadence finale.

## Troisième mouvement:Finale allegro

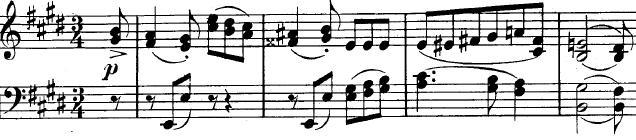
Début du troisième mouvement

En mi majeur. Son thème chantant annonce le caractère plus léger de ce mouvement. Un développement en mi mineur suit, avec la mélodie au violon et un accompagnement d'arpèges au piano. Transition modulante, puis retour à la section initiale, le violon reprenant le thème à l'octave supérieure. Quatre points d'orgue rapprochés, dont le dernier sur un accord de septième de sensible, annoncent la section finale : retour au thème et cadence originale utilisant un accord de septième diminuée s'appuyant sur la tonique de mi. Le mouvement se termine par une double et forte affirmation de l'accord final.